# Pàmfils
Els pàmfils (en grec antic Παμφύλιοι) eren un poble de l'Àsia Menor, d'origen europeu però amb altres aportacions ètniques, que vivia a Pamfília. Probablement eren una barreja d'habitants autòctons amb altres procedents de Cilícia, on s'haurien barrejat amb altres ètnies gregues, i segons Estrabó amb grups de grecs que després de la guerra de Troia van fer cap a aquells territoris. Després s'hi van establir diverses colònies gregues.
Eren la mateixa ètnia que vivia a Psídia. El seu nom podria voler dir "totes les tribus" (πᾶν ("pan"), neutre de πᾶς (pas) "tots" i φυλή ("filē"), "raça, tribu") però com que la seva analogia amb el grec és incerta no es pot assegurar. Una tradició diu que va ser Pàmfil, al capdavant d'un grup de doris, el que va colonitzar el territori i li donà el seu nom. Esteve de Bizanci atribueix el nom de Pamfília a una noia anomenada així, filla de Raci i Manto.
Els pàmfils no van ser un poble gaire important ni van tenir mai cap poder. Segons Heròdot, a la invasió de Grècia per Xerxes només van aportar 30 naus, davant de les 50 que aportaven els licis o les 100 dels cilicis. Quan Alexandre el Gran va vèncer l'Imperi Persa, els pàmfils van ser incorporats a Macedònia, i després de la derrota d'Antíoc III el Gran, els romans els van incloure al regne de Pèrgam. Algunes ciutats de Pamfília, com Aspendos i Side, no estaven habitades per pàmfils, sinó que eren colònies gregues que van mantenir la seva independència fins i tot sota domini persa.
En els seus costums i organització social, els pàmfils eren molt semblants als cilicis, diu Estrabó, i van participar amb ells en l'exercici de la pirateria. Afegeix que les ciutats dels pàmfils eren els llocs on es guardaven els tresors conquerits pels pirates cilicis. Es dedicaven sobretot a la navegació, com es mostra a les seves monedes. La seva llengua presentava influències gregues, segons Flavi Arrià, però no era en absolut grec, i el seu alfabet, tot i que era parcialment grec, era un alfabet propi. Les seves monedes també mostren una forta influència artística grega. Els seus déus eren els déus grecs especialment Zeus, Àrtemis i Dionís.
El seu nom s'ha convertit en sinònim d'apàtic i lent per actuar.